# Pegoscapus cabrerai
Pegoscapus cabrerai is een vliesvleugelig insect uit de familie vijgenwespen (Agaonidae). De wetenschappelijke naam is voor het eerst geldig gepubliceerd in 1944 door Blanchard.